# 鳥取神社 (釧路市)
鳥取神社（とっとりじんじゃ）は、北海道釧路市鳥取大通にある神社である。旧社格は村社。

## 歴史
鳥取村は、1884年（明治17年）に鳥取県からの士族移住者によって作られた村であった。村の鎮守の神社がなかったため、出雲大社に祭神の拝請を願い出て了承され、1891年（明治24年）4月23日、大国主神を祭神とする鳥取神社を創建した。1898年（明治31年）、内務省より神社創立の許可が下りて正式な神社となり、村社に列格した。
開村100年にあたる1984年（昭和59年）、境内に資料館・鳥取百年館が作られた。
2009年（平成21年）から毎年「全国釧路女相撲大会」が、この神社の奉納相撲として境内で行われている。